# Cúmulo abierto M93
Messier 93 (también conocido como M93 o NGC 2447) es un cúmulo abierto en la constelación Puppis. Fue descubierto por Charles Messier en 1781.
El M93 está a una distancia de unos 3.600 años luz desde la Tierra y tiene un radio espacial de unos 10-12 años luz. Su edad está estimada en unos 100 millones de años.